# Dorfkirche Großziethen

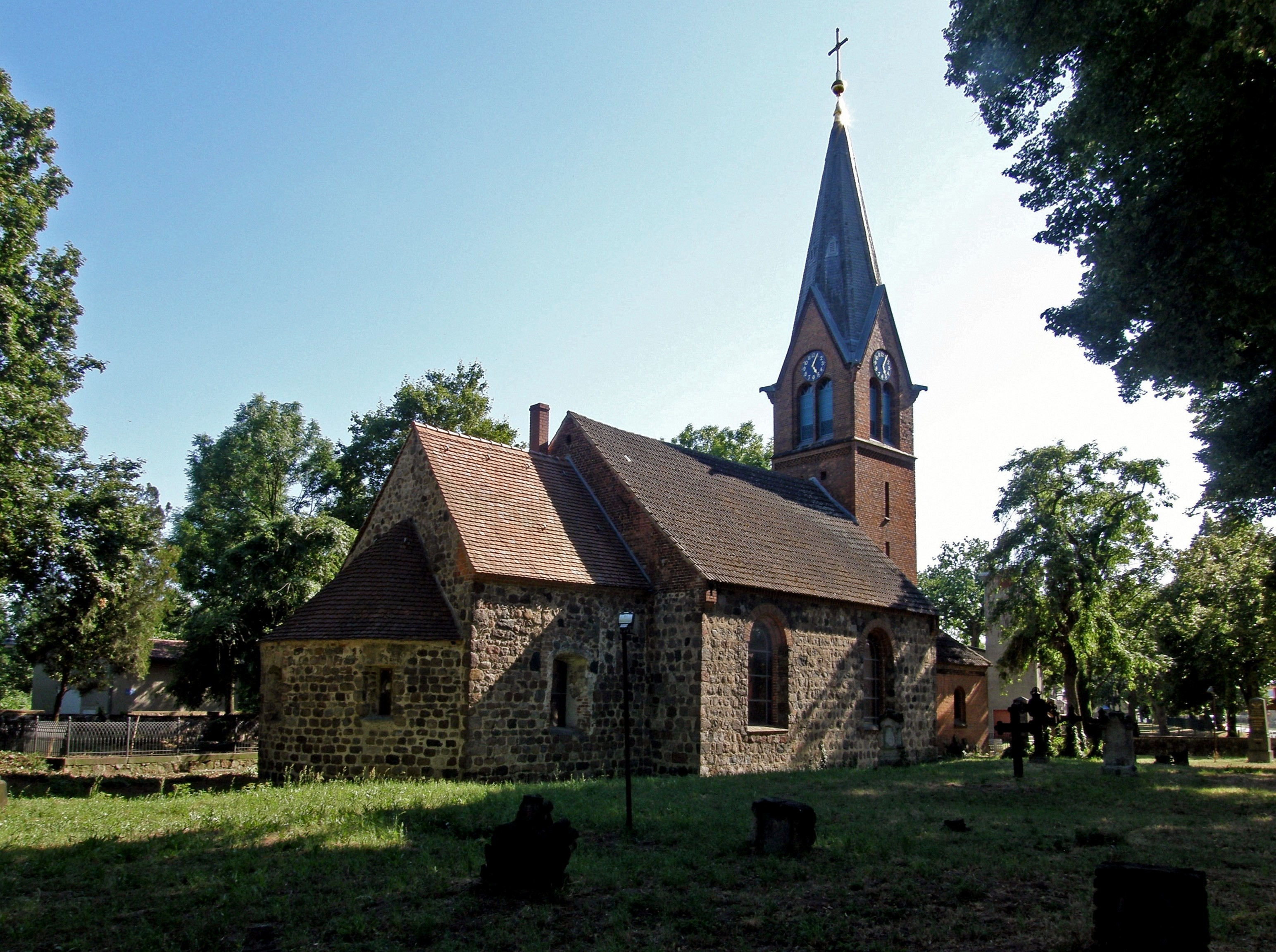
Dorfkirche Großziethen

Die Dorfkirche Großziethen ist eine Feldsteinkirche in Großziethen in der Gemeinde Schönefeld, Landkreis Dahme-Spreewald, die mittig auf dem alten Dorfanger steht.

## Geschichte
Die Kirche in Alt Großziethen 29 stammt aus dem 13. Jahrhundert. 1877 bekam die Feldsteinkirche einen neugotischen Turm aus roten Ziegelsteinen, der Friedrich Stüler, einem Schüler des Berliner Baumeisters Karl Friedrich Schinkel (1781–1841), zugeordnet wird.
Im Ersten Weltkrieg wurden zwei Bronzeglocken „zum Glockensammelplatz nach Britz verbracht, um eingeschmolzen zu werden“, besagt die Chronik. Eine kleinere blieb, 1919 ergänzte man das Geläut durch drei Glocken aus Stahl.
Nach einem alliierten Luftangriff im Zweiten Weltkrieg wurden in den Fenstern die Bildnisse Mose mit den Gesetzestafeln und Der auferstandene Christus zerstört. Sie wurden durch einfache farbige Glasscheiben ersetzt.

## Bauwerk
Das spätgotische, gewölbte Langhaus mit eingezogenem Chor und halbrunder Apsis besteht aus einseitig behauenen Feldsteinen. Die Brüstung der dreiseitigen Empore besteht aus bemalten Kassetten mit floralen und religiösen Motiven. Auf der westlichen Empore steht die Schuke-Orgel mit 7 1⁄2 Registern aus den Jahren 1937/1938.

## Inventar
Die Ausstattung stammt im Wesentlichen aus den Jahren 1861 bis 1877. Das Altarretabel besteht aus einer geschnitzten spätgotischen Figurengruppe mit gekreuzigtem Christus und kniender Maria Magdalena. Die Figuren von Maria und Johannes entstanden vermutlich schon in der zweiten Hälfte des 15. Jahrhunderts, während die anderen beiden Figuren um 1520/1530 entstanden. Zwei Engel mit goldenem Kelch sind ebenfalls sehenswert.